# Unidad portátil potabilizadora de agua
Las Unidades portátiles potabilizadoras de agua son sistemas o técnicas usadas por entusiastas, personal militar, supervivencialistas, y otros que desean obtener agua potable de fuentes de agua no tratada, tales como ríos o lagos. El objetivo de estas unidades personales es proveer agua potable sin cloro ya que esta es agradable y segura para su consumo.
Muchos sistemas portátiles comerciales para la potabilización de agua o aditivos químicos se hallan disponibles para el senderismo, camping, y en general para viajes a zonas remotas. Estos dispositivos no solo se usan en áreas aisladas o rurales, sino también para el tratamiento seguro del agua tratada con el propósito de remover el cloro, mal sabor, olores, y metales pesados como el plomo y el mercurio.

## Técnicas

### Ebullición
La ebullición es el método más eficaz para la potabilización del agua. La ebullición destruye las bacterias y otros organismos patógenos, como Giardia lamblia y Cryptosporidium parvum que se encuentran comúnmente en ríos y lagos.

### Filtración
Se realiza con filtros cerámicos que filtran de 5000 a 50000 litros por cartucho, removiendo las sustancias contaminantes que tengan tamaños que vayan de 0,2 - 0,3 micrómetros (µm). Algunos usan carbón activado para el filtrado. La mayoría de los filtros de este tipo remueven bacterias y protozoarios, pero no filtran virus con la excepción de aquellos con dimensiones superiores al tamaño de los poros del filtro, por lo que se hace necesaria la desinfección con químicos o luz ultravioleta después de la filtración.

### Desinfección química

#### Yodo
El yodo usado para la purificación del agua generalmente se añade en forma de solución, en forma cristalina, o en tabletas que contengan hidroperyoduros de tetraglicina que liberan 8 mg de yodo por tableta. El yodo elimina, aunque no absolutamente, a la mayoría de agentes patógenos que se encuentran comúnmente en las fuentes de agua dulce. Portar yodo para purificar agua no es la mejor manera de hacerlo, pero es una solución práctica y ligera para quienes necesitan desinfectar agua.

#### Cloración
La cloración consiste en la desinfección del agua con hipoclorito de sodio.
El cloro y el yodo no se consideran del todo eficaces contra el Cryptosporidium. Aunque sí son considerados parcialmente eficaces contra el Giardia. En lo que respecta al cloro se considera un agente más eficaz que el yodo en la eliminación del Giardia.